# Gambia College

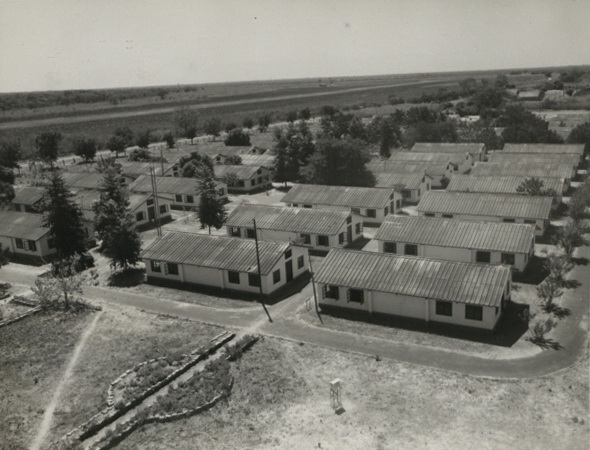
Das Yundum College (1959)

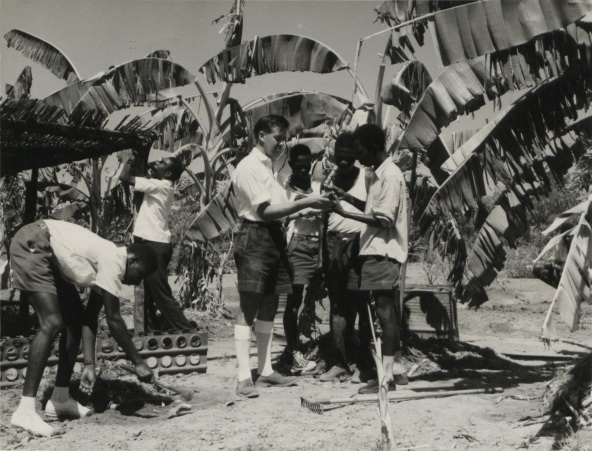
Studenten des Yundum College (1959)

Das Gambia College ist eine Bildungseinrichtung im westafrikanischen Staat Gambia.

## Beschreibung
Der Campus des Colleges liegt in Brikama und gehört zum tertiären Bildungsbereich. Es werden hier seit 1956 Lehrer für den Primar- und Sekundarstufen-Bereich ausgebildet. Ungefähr 150 Studenten werden für eine dreijährige Ausbildung aufgenommen. Das Gambia College ist der Nachfolger des Yundum College.
Folgende Fakultäten beinhaltet die Einrichtung:
- The School of Education
- The School of Agriculture
- The School of Nursing
- The School of Public Health